# Aino Pulkkinen
Aino Sofia Pulkkinen (* 2. Februar 1998 in Äänekoski) ist eine finnische Leichtathletin, die sich auf den Sprint spezialisiert hat.

## Sportliche Laufbahn
Erste Erfahrungen bei internationalen Meisterschaften sammelte Aino Pulkkinen im Jahr 2015, als sie bei den Junioreneuropameisterschaften in Eskilstuna mit der finnischen 4-mal-100-Meter-Staffel mit 46,14 s den Finaleinzug verpasste. 2017 schied sie bei den U20-Europameisterschaften in Grosseto mit 24,25 s im Halbfinale im 200-Meter-Lauf aus und belegte mit der 4-mal-400-Meter-Staffel in 3:39,33 min den siebten Platz. 2022 startete sie in beiden Staffelbewerben bei den Europameisterschaften in München und verpasste dort mit 44,73 s und 3:33,40 min jeweils den Finaleinzug. Im Jahr darauf wurde sie bei der 1. Liga der Team-Europameisterschaft im Zuge der Europaspiele in Chorzów in 23,80 s Achte im B-Lauf über 200 Meter und wurde mit der 4-mal-100-Meter-Staffel disqualifiziert. Anschließend schied sie bei den Weltmeisterschaften in Budapest mit 23,48 s im Vorlauf über 200 Meter aus. 2024 schied sie bei den Europameisterschaften in Rom mit 23,44 s im Vorlauf über 200 Meter aus und verpasste mit der 4-mal-400-Meter-Staffel mit 3:26,51 min den Finaleinzug.
2018 wurde Pulkkinen finnische Meisterin im 400-Meter-Lauf im Freien sowie 2017 in der Halle. Zudem wurde sie 2019 und 2020 sowie 2022 und 2024 Hallenmeisterin über 200 Meter sowie 2021 und 2023 in der 4-mal-200-Meter-Staffel und 2022 im allgemeinen Staffellauf. 

## Persönliche Bestleistungen
- 100 Meter: 11,51 s (+0,4 m/s), 22. Juni 2024 in Kuortane
  - 60 Meter (Halle): 7,42 s, 28. Januar 2023 in Helsinki
- 150 Meter: 17,26 s (+1,5 m/s), 15. Mai 2024 in Jyväskylä (finnischer Rekord)
- 200 Meter: 23,36 s (+1,1 m/s), 8. August 2023 in Tampere
  - 200 Meter (Halle): 23,55 s, 12. Februar 2023 in Karlstad
- 400 Meter: 53,04 s, 29. Juli 2023 in Lahti
  - 400 Meter (Halle): 52,98 s, 18. Februar 2023 in Helsinki